# Amônio Sacas
Amônio Sacas (português brasileiro) ou Amónio Sacas (português europeu) (c. 175 –  Alexandria, 240 / 242) foi um filósofo neoplatônico nascido de pais cristãos. Mestre de Orígenes e Plotino, defendeu com denodo que o cristianismo e o paganismo não diferiam em pontos essenciais.
De acordo com a tradição, foi Amônio quem produziu o neoplatonismo na Alexandria, Amônio não publicou nada mas entre seus discípulos estão Orígenes, o pagão, Orígenes pai da igreja, Longino o mais famoso crítico estético e filósofo da época e obviamente Plotino, um fervoroso discípulo.

## Vida e conexão com a Índia
Pouco se sabe sobre a vida de Amônio Sacas, o seu cognome "Sakkas" foi mal interpretado deliberadamente pelo Bispo Teodoreto a fim de ridicularizar o professor neoplatônico altamente estimado, como significando "sakkos", "saco", insinuando que ele deve ter começado como um estivador ignorante no porto da Alexandria. No entanto Erich Seeberg mostrou que o cognome refere-se à "Xáquias" da Índia, o clã dominante do qual Gautama também pertencia. Os "Xáquias" eram conhecidos na antiguidade. O cognome "Sakkas", portanto, se refere à Índia como um marcador de identidade étnica. Isto é apoiado pelo fato de Amiano Marcelino referir-se a ele como "Sacas Amónio" e então "Amónio saciano", o que faz com que qualquer leitura como denotando "sakkos" seja impossível. Isso explica o relatório de Porfírio de que Plotino, estudante Amônio, adquiriu sua alta estima pela filosofia indiana e seu desejo ansioso para viajar para a Índia a partir de Amônio. A interpretação de que "Sacas" denota origem indiana étnica do norte, em vez de aludir a Gautama Buda, apoia a possibilidade de que Amônio pode ter sido criado como cristão e voltou ao paganismo, como relatado por Eusébio, com base na obra  Contra os cristãos de Porfírio. Neste caso Amônio pode ter sido indiano de segunda geração que permaneceu em contato com a filosofia de seu país ancestral. A intensidade do comércio de bens e ideias entre Alexandria e na Índia torna esta uma opção totalmente possível. A interpretação errada da "Sakkas" para "sakkophoros", sendo gramaticalmente incorreto, é, portanto, nada mais do que polêmicas baratas que ficaram. A ligação com a Índia no entanto, explica não só a paixão de Plotino para com a Índia, mas também os acordos substanciais frequentemente observados e idéias compartilhadas entre Vedanta e neoplatonismo, que estão cada vez mais atribuídas a uma ligação genética, ou seja, para conduzir a influência indiana.
A maioria dos detalhes de sua vida vem a partir de fragmentos de escritos deixados por Porfírio. O mais famoso discípulo de Amônio Sacas foi Plotino que estudou com Amônio por onze anos. De acordo com Porfírio, em 232, com a idade de 28, Plotino foi para Alexandria para estudar filosofia:
Em seu vigésimo oitavo ano de idade, ele [Plotino] sentiu o impulso de estudar filosofia e foi recomendado para os professores em Alexandria, que, em seguida, teve a mais alta reputação, mas ele saia de suas palestras tão deprimido e cheio de tristeza que contou sobre isso a um de seus amigos. O amigo, entendeu o desejo de seu coração, mandou para Amônio, a quem não tinha, até agora tentado. Ele foi e o ouviu, então disse ao seu amigo: "Este é o homem que eu estava procurando." A partir daquele dia ele ficou continuamente com Amônio e até completar uma formação na filosofia, tornando-se ansioso em conhecer a disciplina filosófica persa e a que prevalece entre os indianos.

## Paganismo e alunos cristãos
De acordo com Porfírio, os pais de Amônio foram cristãos, mas ao tomar conhecimento da filosofia grega, Amônio rejeitou a religião de seus pais para paganismo. Esta conversão é contestada pelos escritores cristãos Jerónimo e Eusébio, que afirmam que Amônio permaneceu um cristão ao longo de sua vida:
[Porfírio] claramente profere uma mentira (o que um opositor dos cristãos não faria?), Quando ele diz que... Amônio caiu de uma vida de piedade para costumes pagãos... Amônio percebia a inabalável e pura filosofia divina até o fim de sua vida. Suas obras ainda mostram isso e como ele é celebrado por muitos pelos escritos que deixou.
No entanto, sabemos através de Longino que Amônio não deixou escritos, e se Amônio foi mesmo a principal influência sobre Plotino, então é improvável que Amônio teria sido um cristão. Uma maneira de explicar grande parte da confusão sobre Amônio é assumir que havia duas pessoas chamadas Amônio: Amônio Sacas que ensinava Plotino e  Amônio, o cristão que escreveu textos bíblicos. Para aumentar a confusão, parece que Amônio tinha dois alunos chamados Orígenes: o Orígenes cristão e o Orígenes pagão.

## Filosofia
Um dos escritos de Hiérocles de Alexandria do século V, afirma que a doutrina fundamental de Amônio era de que Platão e Aristóteles estavam de pleno acordo um com o outro:

Ele foi o primeiro a ter um zelo divino para a verdade na filosofia e desprezava os pontos de vista da maioria, que eram uma vergonha para a filosofia. Ele aprendeu bem os pontos de vista de cada um dos dois filósofos [Platão e Aristóteles], os trouxe sob um mesmo nous e transmitiu a filosofia sem conflitos a todos os seus discípulos e, especialmente, com o melhor de aqueles familiarizados com ele, Plotino, Orígenes e seus sucessores.
De acordo com Nemésio de Emesa, um bispo e neoplatonista c. 400,  Amônio considerava que a  alma era imaterial.
Pouco se sabe sobre o papel de Amônio no desenvolvimento do neoplatonismo. Porfírio parece sugerir que Amônio foi fundamental para ajudar Plotino a pensar sobre a filosofia de novas maneiras:
Mas ele [Plotino] não falava apenas a partir desses livros, mas tomou uma linha pessoal distinta em sua consideração e trouxe a mente de Amônio "para suportar a investigação à sua disposição".